# Frank J. Hayes

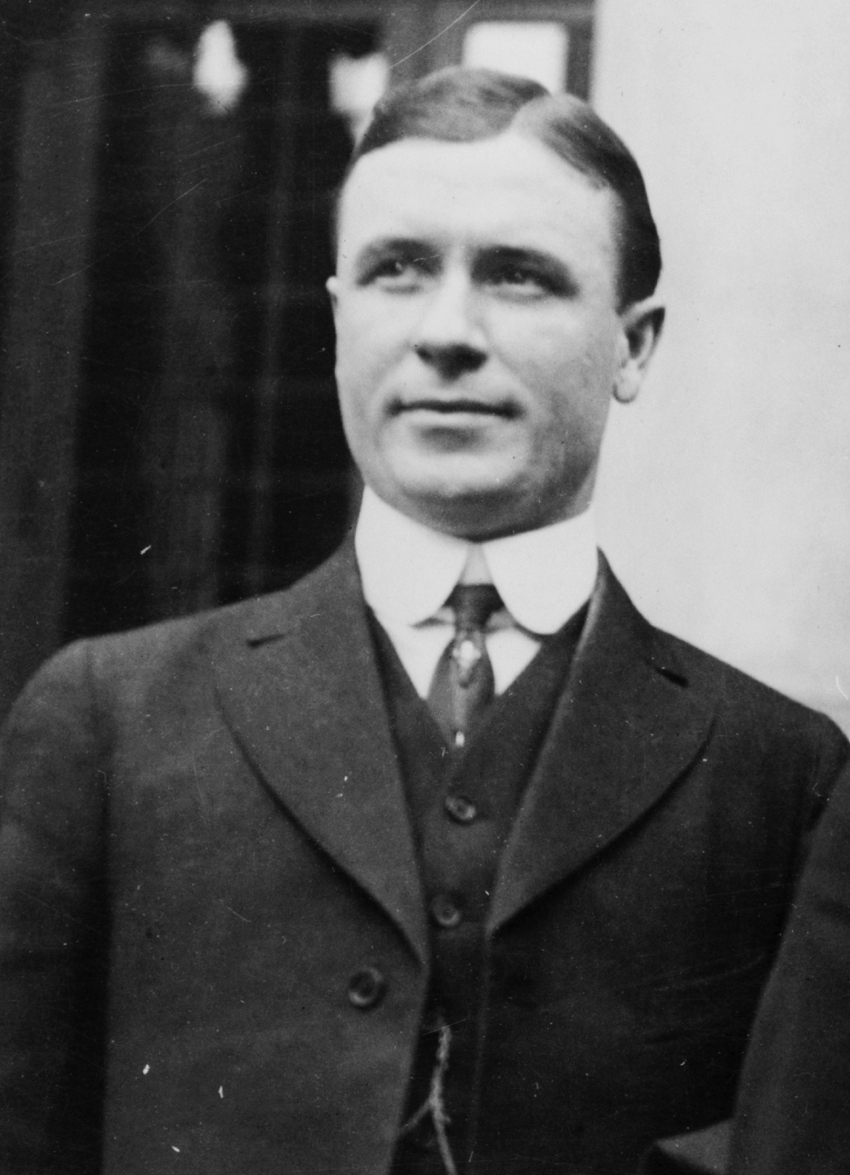
Frank J. Hayes

Frank J. Hayes (* 4. Mai 1882 in Mount Olive, Illinois; † 10. Juni 1948 in Denver, Colorado) war ein US-amerikanischer Politiker und Gewerkschaftsfunktionär. Zwischen 1937 und 1939 war er Vizegouverneur des Bundesstaates Colorado.

## Werdegang
Über die Jugend und Schulausbildung von Frank Hayes ist nichts überliefert. Seit seinem 13. Lebensjahr arbeitete er im Kohlebergbau. Später wurde er Mitglied der Gewerkschaft United Mine Workers of America (UMWA), in der er verschiedene Ämter bekleidete. Im Jahr 1904 wurde er Schatzmeister im 13. Gewerkschaftsdistrikt. Er gehörte dem linken Flügel der Gewerkschaft an und trat für eine enge Zusammenarbeit mit der sozialistischen Bewegung ein. In den Jahren 1912 und 1913 war er an der Vorbereitung und der Organisation von Streiks in West Virginia und Colorado beteiligt. Hayes war damals Mitglied der Sozialistischen Partei, für die er erfolglos für das Amt des Secretary of State von Illinois kandidierte. In den Jahren 1917 bis 1920 war er Präsident der UMWA. Diese Präsidentschaft verlief eher unglücklich. Er litt unter anderem an gesundheitlichen Problemen, die mit einem angeblichen oder tatsächlichen Alkoholproblem in Verbindung gebracht wurden. Außerdem fehlten ihm administrative Fähigkeiten zur Führung dieses Amtes. Danach zog er nach Colorado, wo er Lieder und Gedichte über die Arbeiterbewegung schrieb. Politisch wandte er sich dann der Demokratischen Partei zu.
Im Jahr 1936 wurde Hayes an der Seite von Teller Ammons zum Vizegouverneur des Staates Colorado gewählt. Dieses Amt bekleidete er zwischen 1937 und 1939. Dabei war er Stellvertreter des Gouverneurs und Vorsitzender des Staatssenats. Nach dem Ende seiner Zeit als Vizegouverneur trat er politisch nicht mehr in Erscheinung. Er starb am 10. Juni 1948 in Denver.